# Ngũ Đăng Hội Nguyên
 Ngũ Đăng Hội Nguyên  thuộc loại Đăng lục, 20 quyển, do Phổ Tế (zh. 普濟) soạn vào đời nhà Tống, được xếp vào Tục Tạng kinh tập 138. Ngũ đăng là:
1. Cảnh Đức Truyền đăng lục (景德傳燈錄)
2. Thiên Thánh Quảng Đăng lục (zh. 天聖廣燈錄)
3. Kiến Trung Tịnh Quốc Kế Đăng lục (zh. 建中靖國續燈錄)
4. Liên Đăng Hội Yếu (zh. 聯燈會要)
5. Gia Thái Phổ Đăng lục (zh. 嘉泰普燈錄)

Mỗi bộ gồm 30 quyển, số lượng bề bộn, nhiều chỗ trùng lặp. Phổ Tế bỏ rườm rà lấy tinh giản, gom năm bộ lại thành một nên gọi là Ngũ Đăng Hội Nguyên. Nguyên 5 bộ (Ngũ Đăng) gồm 150 quyển, trong khi Ngũ Đăng Hội Nguyên chỉ có 20 quyển, số quyển phần lớn được rút ngắn, nội dung thực tế chỉ giảm đi khoảng phân nửa. Ngũ Đăng vốn chỉ phân biệt hai hệ phái lớn là Nam Nhạc và Thanh Nguyên, từ đó trở xuống không chia tông lập phái nữa. Nhưng thế hệ càng lâu xa thì chi phái càng nhiều thêm, pháp tự rải rác, rất khó nắm được tất cả, nên tác giả cùng với việc rút gọn đã chỉnh lại đầu mối, dưới hệ chia tông, dưới tông chia phái, tương đối tập trung, sắp xếp có thứ tự, mạch lạc lớp lang rất tiện cho người đọc. Hơn nữa sách được trình bày sáng sủa dễ tra cứu. Về chiều rộng thời gian của nội dung sách này gồm thời kì phát triển Thiền tông Trung Quốc từ sơ kì đến lúc cực thịnh và cũng phản ánh chỗ dần dần tiến đến suy vi. Lấy việc ghi chép pháp ngữ của thiền sư làm chính, tinh hoa thiền ngữ phần lớn được thu vào sách này. Ngôn ngữ trong sách thông suốt tự nhiên, tươi tắn hoạt bát, đơn giản cô đọng. Công án, ngữ lục tràn đầy thú vị khiến cho kẻ tăng người tục đều thích đọc. Thế nên từ đời nhà Nguyên, nhà Minh cho đến nay giới trí thức yêu thích thiền học không ai không có sách này, và nó cũng là phương tiện thẳng tắt giúp cho tăng chúng tham thiền được ngộ. Vì bị lược bỏ khá nhiều nên tài liệu được trích dẫn chẳng đầy đủ như sách Cảnh Đức Truyền đăng lục, đó là khuyết điểm của sách này. Sách được Tô Uyên Lôi hiệu đính, Trung Hoa Thư Cục xuất bản vào năm 1984.